# Bazyleusz III Gabriel
Bazyleusz III Gabriel (ur. ?, zm. ?) – w latach 1349–1387 87. syryjsko-prawosławny Patriarcha Antiochii.